# Paolo Emilio Taviani
Paolo Emilio Taviani, italijanski politik, * 6. november 1912, † 18. junij 2001.
Taviani je bil minister za obrambo Italije (1953–1958) in minister za notranje zadeve Italije (1962-1968 in 1973-1974).